# 国家運輸安全委員会

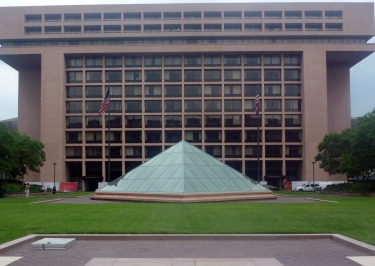
NTSB本部

国家運輸安全委員会（こっかうんゆあんぜんいいんかい、英語: National Transportation Safety Board、NTSB）は、アメリカ合衆国における輸送に関連する事故を調査し、原因を究明し対策を研究し将来の事故を防止する目的で勧告等を行う国家機関。強い独立した権限を有し、航空機操縦士、航空機関士、整備士、船舶乗組員等のための海難審判所や裁判所に類似する機能も有する。

## 歴史
1967年、独立組織として設立された。当初はアメリカ運輸省と強く結びついていたが、1974年に成立した独立安全委員会法（Independent Safety Board Act）の下で解消され、完全な独立機関となった。

## 任務
事故調査の対象は以下の通り。
- 米国における民間航空機および事業用航空機の事故全て
- 高速道路事故のうち、調査する必要があると認められるもの
- 旅客を輸送する鉄道事故全て、および重大な鉄道事故（死者発生または損害額が大きいもの）
- 全ての海難事故
- 重大なパイプライン事故（死者発生または損害額が大きいもの）
- 輸送中の危険物・有害廃棄物の漏洩・排出等全て
- 自然環境により繰り返し発生する輸送機関事故のうち、調査する必要があると認められるもの

ただし、司法長官が犯罪に関連していると判断した事案については、調査を捜査機関に引き継ぐ事が出来るとされる。
また、下記項目も所掌する。
- 米国が関係する航空事故への調査員派遣（全世界・米国製の機体による事故の場合で、主に現地の事故調査委員会への調査協力など）
- 民間航空事故データベースの維持
- 輸送の安全性に関する研究調査
- 航空機操縦士（パイロット）、航空機関士、整備士、船舶乗組員等のための裁判所